# Triodia claytonii
Triodia claytonii là một loài thực vật có hoa trong họ Hòa thảo. Loài này được Lazarides mô tả khoa học đầu tiên năm 2002.